# Caenolampis ottei
Caenolampis ottei is een rechtvleugelig insect uit de familie Romaleidae. De wetenschappelijke naam van deze soort is voor het eerst geldig gepubliceerd in 1988 door Glenn.